# Arctosa wittei
Arctosa wittei là một loài nhện trong họ Lycosidae.
Loài này thuộc chi Arctosa. Arctosa wittei được Carl Friedrich Roewer miêu tả năm 1960.